# Membres de l'Ordre national du Québec, par ordre alphabétique C
L'article contient une liste des membres de l'Ordre national du Québec. En 2011, il y a 810 personnes en tout qui font partie de cet ordre.
| \| Listes des membres de l'Ordre national du Québec \|            |
| A B C D E F G H I J K L M N O P Q R S T U V W X Y Z Non canadiens |
| Listes des membres de l'Ordre national du Québec                  |

| Nom                                | Grade            | Année | Occupation                                              |
| André Caillé                       | Officier         | 2008  | président-directeur général (PDG)                       |
| Michel Cailloux                    | Chevalier        | 2006  | concepteur d'émissions jeunesse                         |
| Michael H. Cain                    | Chevalier        | 2005  | avocat                                                  |
| Jean Campeau                       | Grand officier   | 1990  | président de la Commission Bélanger-Campeau en 1990     |
| Pierre Camu                        | Chevalier        | 1998  | géographe et professeur                                 |
| Gilles Carle                       | Grand officier   | 2007  | cinéaste                                                |
| Louis Caron                        | Chevalier        | 2008  | écrivain                                                |
| Maurice Carrier                    | Officier         | 1987  | professeur et historien                                 |
| Paul Cartier                       | Officier         | 2000  | cardiologue                                             |
| Claude Castonguay                  | Officier         | 1991  | à l'origine de la carte d'assurance médicale au Québec  |
| Jacques Castonguay                 | Chevalier        | 2008  |                                                         |
| Marie-France Castonguay-Thibaudeau | Chevalière       | 1992  | infirmière, administratrice, chercheur et professeur    |
| André Chagnon                      | Officier         | 2003  | fondateur de Vidéotron                                  |
| Gretta Chambers                    | Officière        | 1993  | journaliste                                             |
| Jean Chapdelaine                   | Officier         | 2002  | diplomate canadien                                      |
| Solange Chaput-Rolland             | Officière        | 1985  | ministre du Canada                                      |
| Robert Charlebois                  | Officier         | 2008  | chansonnier                                             |
| Melvin Charney                     | Chevalier        | 2003  | professeur, théoricien et architecte                    |
| Jean-Charles Chebat                | Chevalier        | 2004  | sociologue                                              |
| Ludmilla Chiriaeff                 | Grande officière | 1985  | directrice pour Les Grands Ballets Canadiens            |
| Robert Choquette                   | Grand officier   | 1989  | poète, romancier et dramaturge                          |
| Michel Chrétien                    | Officier         | 1993  | professeur et scientifique                              |
| Young Sup Chung                    | Chevalier        | 1993  | scientifique et professeur                              |
| Édith Cloutier                     | Chevalière       | 2006  | administratrice autochtone                              |
| Gilles G. Cloutier                 | Officier         | 1989  | recteur de l'Université de Montréal                     |
| Guy Cogeval                        | Officier         | 2006  | directeur du Musée des beaux-arts de Montréal           |
| Leonard Cohen                      | Grand officier   | 2008  | chansonnier                                             |
| Morley Mitchell Cohen              | Chevalier        | 1995  | homme d'affaires                                        |
| Jean-Claude Corbeil                | Officier         | 2005  | linguiste                                               |
| Pierre-F. Côté                     | Officier         | 1998  | homme politique                                         |
| Gérard Côté                        | Chevalier        | 1989  | marathonien                                             |
| Cécile Coulombe                    | Officière        | 1995  | administratrice                                         |
| Guy Coulombe                       | Grand officier   | 2007  | sociologue et un important haut fonctionnaire québécois |
| Bernard Coupal                     | Officier         | 2005  | ingénieur                                               |
| Jean Coutu                         | Officier         | 1993  | président et fondateur de Groupe Jean Coutu             |
| Marcel Couture                     | Chevalier        | 1999  | journaliste et gestionnaire québécois                   |
| Armand Couture                     | Officier         | 1999  | administrateur d'Hydro-Québec                           |
| Maurice Couture                    | Grand officier   | 2003  | évêques émérites du diocèse catholique de Québec        |
| Jean Couture                       | Chevalier        | 2001  | médecin                                                 |
| Myra Cree                          | Chevalière       | 1995  | journaliste autochtone                                  |
| Paul-André Crépeau                 | Officier         | 2000  | professeur de droit                                     |
| Richard Cruess                     | Officier         | 2003  | médecin et professeur                                   |
| David Culver                       | Officier         | 1990  | homme d'affaires                                        |
| Maxwell Cummings                   | Grand officier   | 1990  | homme d'affaires                                        |
| Roland O. Cyrenne                  | Chevalier        | 1997  | administrateur                                          |